# 1961年NBA扩张选秀
1961年NBA扩张选秀（1961 NBA Expansion Draft） 是国家篮球协会的首次扩张选秀。該次选秀于1961年4月26日举行，旨在让新建立的芝加哥包装工能够为即将到来的1961-62NBA赛季招募球员。包装工队是继1950年解散的芝加哥牡鹿之后，第二支来自芝加哥的球队。包装工队后来经历了数次改名和迁址，最终搬到了华盛顿特区，即现在的华盛顿奇才。在NBA扩张选秀中，新的NBA队伍可以从联盟中其他球队处选取球员。但并不是所有球员都可以被选走，每个球队都可以保护一定数量的球员。
包装工队任命四届NBA全明星，前明尼苏达湖人主教练吉姆·波拉德担任该队的首任主教练。包装工队从其他8支NBA球队中各选出了一名未保护球员。其中包括前选秀榜眼、来自底特律活塞的阿奇·蒂斯。但是他和巴尼·凯伯尔只为包装工队打了几场球就被交易到圣路易斯鹰，换取前NBA选秀状元西伊·格林、一届全明星伍迪·桑德贝里和乔·格拉博斯基。从纽约尼克斯选来的戴夫·巴德一场比赛未打就被交易回尼克斯。他被用来换取前榜眼秀查理·泰拉和鲍伯·麦克内尔。6名来自扩张选秀的球员是以新秀身份加盟包装工队的，但是只有两人留在该队打了超过1个赛季。

## 图例
| 场上位置 | G    | F    | C    |
| 位置     | 后卫 | 前锋 | 中锋 |

## 选秀情况
| 球员名        | 场上位置 | 国籍 | 之前队伍       | NBA资历[a] | 在该队时间[b]   | 注释   |
| ------------- | -------- | ---- | -------------- | ---------- | --------------- | ------ |
| 戴夫·巴德     | F        | 美国 | 纽约尼克斯     | 1          | — [c]           | [ 6 ]  |
| 巴尼·凯伯尔   | F        | 美国 | 锡拉丘兹民族   | 3          | 1961；1963-1964 | [ 7 ]  |
| 杰纳·康利     | F/C      | 美国 | 波士顿凯尔特人 | 4          | — [c]           | [ 8 ]  |
| 拉尔夫·戴维斯 | G        | 美国 | 辛辛那提皇家   | 1          | 1961–1962       | [ 9 ]  |
| 阿奇·蒂斯     | F/C      | 美国 | 底特律活塞     | 3          | 1961            | [ 5 ]  |
| 安迪·约翰逊   | G/F      | 美国 | 费城勇士       | 3          | 1961–1962       | [ 10 ] |
| 鲍比·莱昂纳德 | G        | 美国 | 洛杉矶湖人     | 5          | 1961-1963       | [ 11 ] |
| 戴夫·皮昂特克 | F/C      | 美国 | 圣路易斯鹰     | 5          | 1961–1962       | [ 12 ] |